# Rhabdomys
A Rhabdomys az emlősök (Mammalia) osztályának a rágcsálók (Rodentia) rendjébe, ezen belül az egérfélék (Muridae) családjába tartozó nem.

## Rendszerezés
A nembe az alábbi 2 faj tartozik:
- Rhabdomys dilectus De Winton, 1897
- négycsíkos fűegér (Rhabdomys pumilio) Sparrman, 1784 – típusfaj